# 디얄라주
디얄라주(아랍어: ديالى)는 이라크의 주로 주도는 바쿠바이며 면적은 17,685km2, 인구는 1,224,000명(2003년 기준)이다. 바그다드 북동쪽에 위치하고 있고 동쪽으로는 이란과 국경을 접한다.
주의 대부분 지역에는 티그리스강의 지류인 디얄라강이 흐른다. 오렌지와 대추야자 등 많은 농작물이 생산된다.